# Горянка (Николаевская область)
Горянка (укр. Горянка) — село в Доманёвском районе Николаевской области Украины.
Население по переписи 2001 года составляло 169 человек. Почтовый индекс — 56450. Телефонный код — 5152. Занимает площадь 0,29 км².

## Местный совет
56450, Николаевская обл., Доманёвский р-н, с. Козубовка, ул. Ленина, 23